# Polana gracilis
Polana gracilis är en insektsart som beskrevs av Spångberg 1883. Polana gracilis ingår i släktet Polana och familjen dvärgstritar. Inga underarter finns listade i Catalogue of Life.